# Ritratto della Beata Principessa Giovanna (Gonçalves)
Il Ritratto della Beata Principessa Giovanna è un  dipinto del pittore portognese Nuno Gonçalves, realizzato circa nel 1472-1475 e conservato nel Monastero di Gesù di Aveiro in Portogallo.
Per l'accademico Pedro Dias, questo Ritratto della Principessa Giovanna, figlia del re Alfonso V del Portogallo, è il più bello dell'antica pittura portoghese. Un'opera commovente, in cui l'Infanta ci viene presentata come una giovane donna in abito di corte, è uscita sicuramente dalle mani di un pittore di corte e il livello logico e estetico e tecnico dell'opera, oltre che il sentimento che rivela, permettetemi solo di indicare la paternità di Nuno Goncalves.

## Storia
Il ritratto fu portato da Filippa (figlia dell'Infante Pedro, duca di Coimbra) al Monastero di Gesù di Aveiro, dove rimane. Estinti gli ordini religiosi e nazionalizzati i beni della Chiesa, l'opera entrò nel patrimonio dello Stato.

## Descrizione
L'opera presenta il busto della principessa Giovanna, di fronte, in abito di corte. I suoi lunghi capelli chiari sono cinti sul capo da una corona d'oro, tempestata di pietre preziose e perle. Indossa un abito con scollo a V con scollatura in pizzo, con la mano destra in grembo parzialmente coperta da una ciocca di capelli con un anello all'indice.